# Proteinania agavis
Proteinania agavis är en fjärilsart som beskrevs av Blasquez. Proteinania agavis ingår i släktet Proteinania och familjen nattflyn. Inga underarter finns listade i Catalogue of Life.